# 왕연한
민 사왕 왕연한(閩 嗣王 王延翰, ? ~ 927년 1월 14일(음력 926년 12월 8일))은 오대 십국 시대 민나라의 제2대 군주(재위 : 925년 ~ 926년)로, 자는 자일(子逸)이다. 왕심지가 재위 중에 절도부사(節度副使)로 역임하였다.
925년(동광 3년) 왕심지의 사망으로 왕위를 계승하였다. 당초에는 후당에게 받은 지위였던 위무군 절도사(威武軍節度使)만 직위만 있었고, 926년에 대민국왕(大閩國王)으로 책봉되었다.
당시 기록에서 전하기를, 왕연한의 성격은 교모하고, 황음하고, 잔인하고, 흉포한 성격을 가졌고, 또 민간인 여성을 억지로 끌고 와서 후궁으로 삼는 등의 폭정을 다하였고, 그 결과 왕연한의 동생인 왕연균 및 왕심지의 양자인 왕연품(王延稟)의 반란이 일어났다. 927년 1월 14일에 왕연한은 왕연품에게 생포되어 처형되었다.
| 전임 왕심지 | 위무군절도사 925년 ~ 927년 | 후임 왕연균 |

| 전임 아버지 민충의왕 왕심지 | 제2대 민나라의 군주 925년 ~ 927년 | 후임 동생 민 혜종 왕연균 |

| 전임 (최초로 국왕을 자칭) | 민나라의 국왕 926년 ~ 927년 | 후임 동생 민 혜종 왕연균 |